# نورث گاسفورث
نورث گاسفورث (به انگلیسی: North Gosforth) یک روستا و محله مدنی در بریتانیا است که در Newcastle upon Tyne واقع شده‌است. نورث گاسفورث ۵٬۶۳۹ نفر جمعیت دارد.